# Oops!... I Did It Again World Tour
Oops!...I Did It Again World Tour (cunoscut și ca Oops!Tour) este al treilea turneu a cântăreței americane Britney Spears. Turneul a promovat al doilea album de studio a interpretei, Oops!... I Did It Again. Acesta devine primul turneu mondial a lui Britney, concertănd în America de Nord și de Sud și Europa. Turneul a început pe 20 iunie 2000 în Columbia, Maryland. În urma acestui turneu Britney a căstigat $40.5 milioane de dolari.

## Lista de melodii
1. "(You Drive Me) Crazy"
2. "Stronger"
3. "What U See (Is What U Get)"
4. "From the Bottom of My Broken Heart"
5. "Born to Make You Happy"
6. "Lucky"
7. "Sometimes"
8. "Don't Let Me Be The Last To Know"
9. "The Beat Goes On
10. "Don't Go Knockin' On My Door"
11. "(I Can't Get No) Satisfaction
12. "...Baby One More Time
13. "Oops!...I Did It Again"